# New Orleans Night
Die New Orleans Night waren ein Arena-Football-Team aus New Orleans, Louisiana, das in der Arena Football League (AFL) spielte. Ihre Heimspiele trugen die Night im Louisiana Superdome aus.

## Geschichte
Die Nights wurden 1991 gegründet und nahmen den Spielbetrieb in der gleichen Saison in der AFL auf. Anfangs gab es keinen klassischen Gründer. Das Franchise wurde von der AFL installiert und von den Betreibern des Louisiana Superdome geführt. Im Juli 1991 übernahm eine Gruppe um den Ex-NFL-Profis Mike McBath das Franchise für 500.000 USD.
Die Night gewannen in ihren zwei operierenden Spielzeiten nur vier Spiele, davon eine Saison sogar keines. 1992 lösten sie sich wieder auf.

## Saisonstatistiken
| Jahr | Team              | Liga | S | N  | Playoffs erreicht | Playoffrunde |
| ---- | ----------------- | ---- | - | -- | ----------------- | ------------ |
| 1991 | New Orleans Night | AFL  | 4 | 6  | nein              |              |
| 1992 | New Orleans Night | AFL  | 0 | 10 | nein              |              |

## Zuschauerentwicklung
| Jahr | Team              | Zuschauerdurchschnitt |
| ---- | ----------------- | --------------------- |
| 1991 | New Orleans Night | 8.207                 |
| 1992 | New Orleans Night | 9.479                 |